# Mo Wuping
Mo Wuping (født 5. september 1958 i Hengyang - død 2. juni 1993 i Beijing, Kina) var en kinesisk komponist og pianist.
Wuping studerede komposition på Musikkonservatoriet i Beijing (1983-1988). Tog i (1990) til Frankrig, hvor han studerede komposition videre på École Normale de Musique de Paris hos Yoshihisa Taira. Han har skrevet orkesterværker, kammermusik, korværker, sange, og musik til mange instrumenter etc. Han var inspireret af György Ligeti og kinesisk folklore, kombineret med en personlig moderne stilretning.

## Udvalgte værker
- Offerrit I Landsbyen (1987) - strygekvartet
- Fan 1 (1991) - for mandestemme og orkester